# Mars 1945 (guerre mondiale)
Chronologie de la Seconde Guerre mondiale
Février 1945 ← Mars 1945 →  Avril 1945

## Événements
- 1er mars : 
  - Premier essai avec pilote de l'avion à décollage vertical allemand, le Bachem Ba 349.

- 2 mars :
  - Déclenchement de l'opération Gemse, première des opérations destinées à dégager Breslau, alors assiégée par les unités soviétiques[1].

- 3 mars :
  - En Birmanie, les Britanniques s'emparent de la ville stratégique de Meiktila.

- 5 mars :
  - Prise de Cologne par des unités du 7e corps de la 1re Armée américaine.
  - Dans son journal, Goebbels s'irrite contre les redditions en masse des unités allemandes devant les troupes anglo-américaines[2].

- 6 mars :
  - Lancement de l'opération Frühlingserwachen aux abords du lac Balaton en Hongrie, dernière grande offensive allemande de la guerre.
  - Reprise de la ville de Lauban, en Silésie, par les unités allemandes déployées dans le cadre de l'opération Gemse[3].

- 7 mars : 
  - Franchissement du Rhin par les Américains par le pont de Remagen, seul pont sur le Rhin encore intact.
  - Bombardement nocturne de la Royal Air Force par 520 bombardiers Lancaster, déversant 1 700 tonnes de bombes incendiaires et explosives sur Dessau; tuant 700 personnes et détruisant 80 % de la surface construite.

- 9 mars :
  - Raid allemand  sur Granville depuis l'île de Jersey, encore occupée.
  - Attaque japonaise à grande échelle en Indochine française contre les garnisons coloniales commandées par l'amiral vichyste Decoux : 2 642 militaires et auxiliaires français (femmes incluses) sont massacrés en 48 heures.
  - Visite de Joseph Goebbels, ministre allemand de la propagande, à Lauban, reprise aux Soviétiques trois jours plus tôt ; cette visite constitue l'une des dernières visites de Goebbels sur le front[3].
  - Déclenchement de l'attaque allemande contre Striegau, deuxième des offensives destinées à dégager Breslau assiégée.

- 10 mars :
  - Plus de 95 000 victimes périssent lors du bombardement de Tokyo par 334 bombardiers B-29 américains qui lancent plus de 1 700 tonnes de bombes incendiaires.
  - À Görlitz, Dernier discours public hors de Berlin de Joseph Goebbels, ministre du Reich à la propagande.
  - Première expérience[Quoi ?] de Sendai avec des bombardements lorsque trois bombardiers B-29 Superfortress du Tokyo Air Raid ont largué leur bombe sur le mont Zaō pour des raisons inconnues, tuant 34 civils et deux autres bombardiers B-29 ont attaqué l'aéroport de Sendai causant des dommages mineurs.

- 11 mars :
  - Bombardement massif sur Essen de la RAF. 1079 bombardiers lourds déversent 4661 tonnes de bombes sur l'usine Krupp qui sera totalement dévastée. Le bombardement fera 897 morts civils et de nombreux blessés.

- 12 mars : 
  - Attaque aérienne sur Swinemünde de la 8th Air Force. 671 bombardiers escortés de 412 chasseurs déversent 1609 tonnes de bombes sur Swinemünde, caussant la mort de 23 000 personnes.
  - Évacuation de Striegau par les unités soviétiques à court de munitions après trois journées de combats dans la ville[4].

- 13 mars : 
  - Arrêt définitif des offensives allemandes sur le front de l'Oder, à la demande du commandant de l'OKH, Heinz Guderian.
  - Déclenchement d'une offensive soviétique en Prusse orientale[5].
  - Le premier raid aérien sur Osaka dure environ trois heures et demie de 23h57 le 13 mars 1945 à 03:25. Un total de 274 bombardiers lourds B-29 attaquent Osaka. Dans un premier temps, 43 bombardiers de la 314th Air Division (en) décollent de l'île de Guam. C'est un raid nocturne de faible intensité, à une altitude d'environ 2 000 m visant les logements civils. Puis, 107 bombardiers de la 313th Air Division (en) arrivent de Tinian et attaquent l'arrondissement de Naniwa-ku. Finalement, 124 bombardiers de la 73rd Bombardment Wing en provenance de Saipan arrivent et attaquent les arrondissements de Kita-ku et de Nishi-ku. Ce raid occasionne 3 987 morts et 678 disparus.

- 14 mars :
  - Libération de Forbach par les soldats du 276e régiment d'infanterie de la 70e division de la 7e armée américaine.

- 15 mars : 
  - Ivan Koniev déclenche une offensive en Haute-Silésie, destinée à conquérir le bassin industriel de Ratibor. La défense allemande sur la ligne de front tient trois jours avant de s'effondrer[6].

- 16 mars :
  - Fin de l'opération Frühlingserwachen, échec après quelques succès initiaux. Les Soviétiques ont refoulé les troupes allemandes sur leurs lignes de départ.
  - La poche allemande de Prusse-Orientale est définitivement tronçonnée : chaque unité allemande lutte davantage pour sa survie que dans le cadre d'un plan de défense coordonnée[7]
  - Bombardement de Wurtzbourg par la  RAF : 5 000 morts.
  - Japon: Dans la nuit du 16 au 17 mars; Kobe subit la plus grosse attaque de son histoire : 8 841 civils tués, 650 000 sans abris et un million de personnes touchées plus généralement. Plus de 20 % de la ville est détruite.

- 17 mars :
  - Le pont de Remagen s'effondre, 10 jours après sa conquête. Mais le général Bradley a pu établir une solide tête de pont de l'autre côté du Rhin ; un pont sur pontons a été édifié à proximité pour pallier la fragilité du pont.

- 18 mars :
  - Bombardement de Worms (après celui du 21 février) par des bombardiers de la 9e Air Force de l'USAF en douze vagues successives. Bilan: 141 morts.

- 19 mars :
  - Décret du Führer de la terre brûlée, ordonnant la destruction de toutes les infrastructures dans les territoires encore contrôlés par les unités allemandes.
  - prise de Coblence par la 3e armée américaine (général Patton).
  - Japon: dans la nuit, Kobe subit un nouveau raid aérien par des B-29.

- 21 mars : 
  - Mandalay en Birmanie est libérée par la 19e division indienne de l'armée britannique.

- 22 mars :
  - Bombardement aérien par la Royal Air Force sur Francfort qui fait 1001 victimes.

- 23 mars :
  - Opération Plunder, grande offensive alliée au-delà du Rhin.

- 25 mars :
  - Les dernières unités combattantes du Groupe d'armées F du GeneralfeldmarschallGeneralfeldmarschall Maximilian von Weichs, qui combattaient sur le front des Balkans sont incorporées dans le Groupe d'armées E commandé par Alexander Löhr.
  - Hitler consent à autoriser les unités engagées en Prusse orientales à se retirer vers Pillau et Rosenberg, petit port sur le Frisches Haff, en vue de leur évacuation : donné trop tard, cet ordre amplifie le désastre[5].
  - Formulation de la doctrine américaine des « deux cœurs » du Reich : pour ses promoteurs, le Reich a deux cœurs, un cœur politique, Berlin, un cœur économique, le bassin de la Ruhr ; sans le second, le premier est condamné par attrition[8].

- 27 mars :
  - Début de l'opération Famine : minage des ports et voies fluviales japonais par l'armée de l'air américaine.
  - Prise de Mannheim par la 9e armée américaine du général Alexander Patch.
  - Constitution de la division Nibelungen, à partir des effectifs des étudiants de l'école SS de Bad Tölz : cette unité est la dernière division SS constituée durant la guerre.
  - Les Allemands tirent, à partir de La Haye, leur dernier missile V2 qui tombe sur Orpington, au sud-est de Londres, tuant une personne[9].

- 28 mars :
  - Message de Dwight Eisenhower à Joseph Staline fixant les objectifs des troupes franco-anglo-britanniques dans le Reich : la ville de Berlin est tout simplement ignorée par le commandant en chef américain ; Eisenhower propose une jonction sur l'Elbe[10].
  - Staline accepte les principes d'une jonction sur l'Elbe

- 29 mars : 
  - Entrée des troupes soviétiques en Autriche.
  - Fin des combats en province de Prusse-Orientale dans la poche d'Heiligenbeil.
  - Prise de Heidelberg par la 7e armée américaine.
  - Prise de Francfort par la 3e armée américaine.

- 30 mars :
  - Les Soviétiques conquièrent Dantzig.
  - Départ définitif de Franklin D. Roosevelt pour Palm Springs (où il meurt le 12 avril) : cette vacance du pouvoir politique à Washington laisse à George Marshall et aux militaires la conduite de la guerre jusqu'au  13 avril, date de l'investiture d'Harry Truman[5].

- 31 mars :
  - Chute de Ratibor, dernière grand centre industriel encore à la disposition des Allemands après 4 heures de combat dans la ville[11]
  - Échanges de télégrammes entre Britanniques et Américains : les Américains assument auprès leur allié britannique l'abandon de Berlin aux Soviétiques. Les militaires américains planifient une jonction avec les Soviétiques en Saxe et le long de l'Elbe[10].